# Oldřich Stříž
Oldřich Stříž (* 20. září 1974 Boskovice) je bývalý český fotbalový obránce či záložník. Po skončení kariéry podnikal ve stavebnictví (živnost ukončil k 20. září 2016).

## Hráčská kariéra
Boskovický odchovanec byl v brněnském širším kádru v sezoně 1995/96, do nejvyšší soutěže však nezasáhl. Nastupoval za brněnské B-mužstvo v MSFL.
Druhou nejvyšší soutěž hrál za SKPP Znojmo (vojna), ČSK Uherský Brod, SK Chrudim a poštorenský Tatran. Celkem nastoupil k více než 60 utkáním, aniž by skóroval.

### Evropské poháry
V sobotu 15. července 1995 nastoupil za Boby Brno v utkání Poháru Intertoto na hřišti rumunského klubu Ceahlăul Piatra Neamț (prohra 0:2).

## Ligová bilance
| Ročník                  | Zápasy | Góly | Minuty | Klub               |
| ----------------------- | ------ | ---- | ------ | ------------------ |
| II. liga 1993/94        | –      | 0    | –      | SKPP Znojmo        |
| II. liga 1994/95        | 26     | 0    | –      | ČSK Uherský Brod   |
| MSFL 1995/96            | –      | 0    | –      | FC Boby Brno „B“   |
| II. liga 1996/97        | 23     | 0    | –      | SK Chrudim 1887    |
| II. liga 1997/98        | 1      | 0    | –      | FC Tatran Poštorná |
| II. liga 1997/98        | 12     | 0    | –      | SK Chrudim         |
| CELKEM II. LIGA         | –      | 0    | –      |                    |
| CELKEM III. LIGA – MSFL | –      | 0    | –      |                    |